# Шапел Фелкур
Шапел Фелкур (фр. Chapelle-Felcourt) насеље је и општина у североисточној Француској у региону Шампањ-Арден, у департману Марна која припада префектури Сент Манеу.
По подацима из 2011. године у општини је живело 62 становника, а густина насељености је износила 6,47 становника/km². Општина се простире на површини од 9,58 km². Налази се на средњој надморској висини од 291 метар.

## Демографија
| 1962. | 1968. | 1975. | 1982. | 1990. | 1999. | 2011. |
| ----- | ----- | ----- | ----- | ----- | ----- | ----- |
| 112   | 142   | 88    | 76    | 60    | 73    | 62    |

График промене броја становника у току последњих година